# Rötz

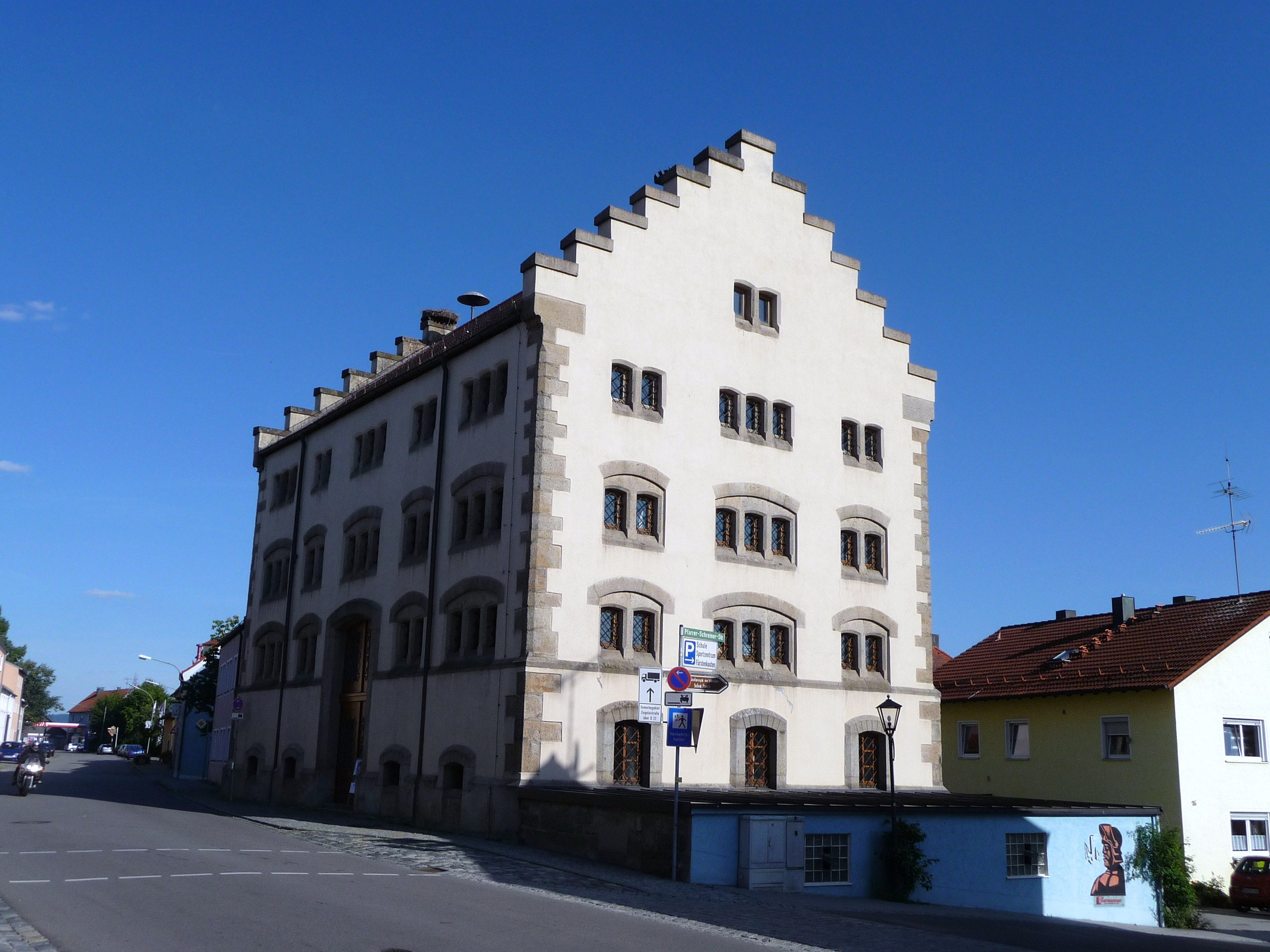
Rötz

Rötz este un oraș din districtul Cham, regiunea administrativă Palatinatul Superior, landul Bavaria, Germania.